# Physiculus yoshidae
Physiculus yoshidae är en fiskart som beskrevs av Okamura 1982. Physiculus yoshidae ingår i släktet Physiculus och familjen Moridae. Inga underarter finns listade i Catalogue of Life.